# Радіо «Тернопіль»
«Радіо Тернопіль» — перша FM-станція на території Тернопільської області, музично-інформаційне радіо.

## Історія
Перше мовлення — 24 серпня 1996 року. Виходила на частоті 106,1 FM. Працювала 24 години на добу, сигналом охоплювалась уся Тернопільська область і частини сусідніх.
Останній вихід в ефір відбувся 4 лютого 2009 року. Наступного дня на її частоті розпочала мовлення мережева радіостанція Radio 4U.

## Програми
Основна увага — місцевій інформації. Музична палітра представлена композиціями «золотого» фонду, кращими творами 1980—1990-их і сучасними.
Авторські програми — різножанрові: сучасні, дитячі, розважальні, пізанавальні, культорологічні, духовні ток-шоу.

## Керівництво
Директори:
- Яциковська Оксана,
- Ковтун Владислав[1].

Головний редактор — Тарасенко Тетяна (1996—2007).